# Kurszán
A Kurszán török eredetű régi magyar személynév, a jelentése: keselyű.

## Gyakorisága
Az 1990-es években szórványos név, a 2000-es években nem szerepel a 100 leggyakoribb férfinév között.

## Névnapok
- november 24.[2]

## Híres Kurszánok
- Kurszán fejedelem